# Oliver C. Comstock

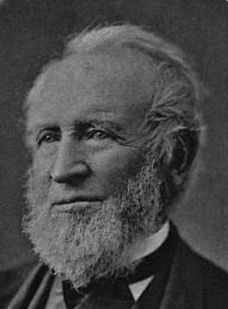
Oliver C. Comstock

Oliver Cromwell Comstock (* 1. März 1780 in Warwick, Rhode Island; † 11. Januar 1860 in Marshall, Michigan) war ein US-amerikanischer Arzt, Jurist, Politiker und Geistlicher. Zwischen 1813 und 1819 vertrat er den Bundesstaat New York im US-Repräsentantenhaus.

## Werdegang
Oliver Cromwell Comstock wurde während des Amerikanischen Unabhängigkeitskrieges im Kent County geboren. Während seiner Kindheit zog seine Familie nach Schenectady. Dort erhielt er eine großzügige Schulausbildung. Er studierte Medizin und praktizierte dann in Trumansburg. Zwischen 1810 und 1812 saß er in der New York State Assembly. Er wurde 1812 First Judge am Court of Common Pleas vom Seneca County – einen Posten, den er bis 1815 innehatte.
Als Gegner einer zu starken Zentralregierung schloss er sich in jener Zeit der von Thomas Jefferson gegründeten Demokratisch-Republikanischen Partei an. Bei den Kongresswahlen des Jahres 1812 für den 13. Kongress wurde er im 20. Wahlbezirk von New York in das US-Repräsentantenhaus in Washington, D.C. gewählt, wo er am 4. März 1813 als erster Vertreter des Distrikts im US-Repräsentantenhaus seinen Dienst antrat. Er wurde zwei Mal in Folge wiedergewählt. Da er auf eine erneute Wiederwahlkandidatur im Jahr 1818 verzichtete, schied er nach dem 3. März 1819 aus dem Kongress aus.
In den Jahren 1817 und 1818 war er First Judge am Court of Common Pleas vom Tompkins County. Er gab seine Tätigkeit als Arzt auf und studierte Theologie. Nach dem Erhalt seiner Weihung zum Baptisten-Geistlichen begann er zu predigen. Er war von 1825 bis 1834 Pastor der First Baptist Church in Rochester. Am 20. Dezember 1836 ernannte man ihn zum Kaplan im US-Repräsentantenhaus – eine Stellung, die er bis zum 3. März 1837 innehatte. Er zog 1839 nach Michigan, wo er seine Tätigkeit als Geistlicher in Detroit fortsetzte. Zwischen 1841 und 1843 war er als Regent an der University of Michigan in Ann Arbor tätig. Danach bekleidete er zwischen 1843 und 1845 den Posten als State Superintendent of Public Instruction. Am 11. Januar 1860 verstarb er in Marshall im Calhoun County und wurde dann auf dem Oakridge Cemetery beigesetzt.

## Hinweise
1. ↑  Mitglied des Verwaltungsrates einer Universität